# قائمة قرى محافظة أسوان
قرى محافظة أسوان هي وحدات سكنية وإدارية صغيرة في محافظة أسوان في مصر، تجمعها وحدات إدارية أكبر تسمّى بـ المراكز، وقد تدرّج ظهور تلك القرى عبر الزمن لتغيّر المساحة المنزرعة سواء بالنقصان نتيجة انقطاع وصول مياه الري أو الشرب لها أو غرق المنازل في فيضان النيل أو زحف الصحراء أو هدم القرى أثناء الحروب أو الثورات؛ أو بالزيادة نتيجة زيادة السكان أو استصلاح الأراضي.
لذا كانت تُجرى عمليات مساحة للأراضي من آن لآخر في مصر لحصرها وتقدير حجم الخراج الذي يمكن استخلاصه من الأراضي المزروعة تُسمّى بـ الرّوك وتُسجّل فيه مساحات أراضي القرى في الوحدات الإدارية الكبرى المعروفة بالكور ثم بالأعمال، وكيفية توزيع مصارفها.

## قرى تاريخية
القرى التاريخية هي القرى التي ثبُت تواجدها قبل الفتح الإسلامي لمصر أو أثناءه.
| القرية | المركز | قبل الفتح  | الروك الصلاحي | الروك الصلاحي | الروك الناصري | الروك الناصري | التربيع العثماني | التربيع العثماني | تاريخ 1228هـ | تاريخ 1228هـ | ملاحظات |
| القرية | المركز | قبل الفتح  | الاسم         | التبعية       | الاسم         | التبعية       | الاسم            | التبعية          | الاسم        | التبعية      | ملاحظات |
| ------ | ------ | ---------- | ------------- | ------------- | ------------- | ------------- | ---------------- | ---------------- | ------------ | ------------ | ------- |
| إدفو   | إدفو   | أتبو Atbo  | إدفو          | القوصية       | إدفو          | القوصية       | إدفو             | جرجا             | إدفو         | أسوان        |         |
| أسوان  | أسوان  | سوان Souan | أسوان         | القوصية       | أسوان         | القوصية       | أسوان            | جرجا             | أسوان        | أسوان        |         |

## قرى العصر العثماني
قرى العصر العثماني هي القرى الباقية إلى اليوم، والتي استُحدثت في نهاية العصر المملوكي أو بعد التربيع العثماني الذي أجراه سليمان باشا الخادم والي مصر في عهد السلطان العثماني سليمان القانوني سنة 933هـ/1527م.
| القرية         | المركز   | التربيع العثماني | التربيع العثماني | تاريخ 1228هـ      | تاريخ 1228هـ | ملاحظات |
| القرية         | المركز   | الاسم            | التبعية          | الاسم             | التبعية      | ملاحظات |
| -------------- | -------- | ---------------- | ---------------- | ----------------- | ------------ | --- |
| البصيلية قبلي  | إدفو     | البصلية          | جرجا             | البصلية           | أسوان        | فُصلت عن ناحية إدفو في العصر العثماني. |
| الحجز بحري     | إدفو     | الحجز الشرقي     | جرجا             | الحجز الشرقي      | أسوان        | فُصلت عن ناحية إدفو في العصر العثماني، وفي سنة 1240هـ/1825م تغير الاسم إلى «الحجز وهلال»، وفي سنة 1299هـ/1882م انقسمت القرية، فصارت البلدة القديمة تُعرف باسم «الحجز بحري». |
| الرديسية بحري  | إدفو     | الردسية          | جرجا             | الردسية           | أسوان        | فُصلت عن إدفو في العصر العثماني، وفي سنة 1299هـ/1882م انقسمت القرية، فصارت البلدة القديمة تُعرف باسم «الردسية بحري».                                                        |
| الرمادي قبلي   | إدفو     | الرمادي          | جرجا             | الرمادي والدغيمية | أسوان        | فُصلت عن ناحية إدفو في العصر العثماني، وفي سنة 1310هـ/1892م انقسمت القرية، فصارت البلدة القديمة تُعرف باسم «الرمادي قبلي».                                                  |
| الشراونة       | إدفو     | الشراونة         | جرجا             | الشراونة          | أسوان        | فُصلت عن ناحية زرنيخ والكلابية في العصر العثماني. |
| الكلح غرب      | إدفو     | الكلح            | جرجا             | الكلح             | أسوان        | فُصلت عن ناحية إدفو في العصر العثماني، وانقسمت القرية في سنة 1306هـ/1888م، فصارت تُعرف باسم «الكلح غرب».                                                                    |
| أبو الريش بحري | أسوان    | أبو الريش        | جرجا             | أبو الريش         | أسوان        | فُصلت عن ناحية أسوان في العصر العثماني، وانقسمت سنة 1310هـ/1892م، فصارت تُعرف باسم «أبو الريش بحري».                                                                        |
| الجعافرة       | دراو     | الخنّاق           | جرجا             | الخناق            | أسوان        | فُصلت عن ناحية أسوان في العصر العثماني، ثم تغير اسمها إلى «الجعافرة» سنة 1349هـ/1930م.                                                                                     |
| الطويسة        | دراو     | الطويسة          | جرجا             | الطويسة           | أسوان        | فُصلت عن ناحية أسوان في العصر العثماني. |
| بنبان بحري     | دراو     | بنبان            | جرجا             | بنبان             | أسوان        | فُصلت عن ناحية أسوان في التربيع العثماني، وفي سنة 1354هـ/1935م بعد انقسام القرية أصبحت البلدة القديمة تُعرف باسم «بنبان بحري».                                              |
| دراو           | دراو     | دراو             | جرجا             | دراو              | أسوان        | فُصلت عن ناحية أسوان في العصر العثماني. |
| إقليت          | كوم أمبو | إقليت            | جرجا             | إقليت             | أسوان        | فُصلت عن ناحية أسوان في العصر العثماني. |
| سلوا بحري      | كوم أمبو | سلوة             | جرجا             | سلوة              | أسوان        | فُصلت عن ناحية إدفو في العصر العثماني، ثم انقسمت سنة 1261هـ/1845م، فصارت تُعرف باسم «سلوة بحري».                                                                            |
| فارس           | كوم أمبو | فارس             | جرجا             | فارس              | أسوان        | فُصلت عن ناحية أسوان في العصر العثماني. |
| فطيرة          | كوم أمبو | فطيرة            | جرجا             | فطيرة             | أسوان        | فُصلت عن ناحية أسوان في العصر العثماني. |

## قرى عصر الأسرة العلوية
قرى العصر العلوي هي القرى الباقية إلى اليوم، والتي استُحدثت في عهد أسرة محمد علي باشا الذي أمر سنة 1227هـ/1812م بفكّ زمام القطر المصري، وعمل مسح جديد للأراضي، وتسجيلها في ديوان جديد عُرف بـ تاريخ 1228هـ.
| القرية          | المركز   | ملاحظات |
| --------------- | -------- | --- |
| إدفو قبلي       | إدفو     | فُصلت عن ناحية إدفو سنة 1299هـ/1882م.                                                                                 |
| البصيلية        | إدفو     | فُصلت عن ناحية البصلية سنة 1299هـ/1882م باسم «البصلية البحرية».                                                       |
| البصيلية الوسطى | إدفو     | فُصلت عن ناحية البصلية قبلي سنة 1342هـ/1923م.                                                                         |
| الحجز قبلي      | إدفو     | فُصلت عن ناحية الحجز والهلال سنة 1299هـ/1882م.                                                                        |
| الرديسية        | إدفو     | انفصلت عن ناحية الردسية سنة 1299هـ/1882م باسم «الردسية بحري».                                                        |
| الرمادي بحري    | إدفو     | فُصلت عن ناحية الرمادي بحري سنة 1310هـ/1892م.                                                                         |
| السباعية        | إدفو     | فُصلت عن ناحية إسنا سنة 1231هـ/1816م.                                                                                 |
| الصعايدة        | إدفو     | فُصلت عن ناحية الكلح سنة 1231هـ/1816م.                                                                                |
| الكلح شرق       | إدفو     | فُصلت عن ناحية الكلح سنة 1306هـ/1888م.                                                                                |
| أبو الريش قبلي  | أسوان    | فُصلت عن ناحية أبو الريش سنة 1310هـ/1892م.                                                                            |
| الأعقاب         | أسوان    | فُصلت عن ناحية أسوان سنة 1231هـ/1816م.                                                                                |
| الكوبانية       | أسوان    | فُصلت عن ناحية بنبان سنة 1231هـ/1816م.                                                                                |
| بهريف           | أسوان    | فُصلت عن ناحية أبو الريش قبلي سنة 1350هـ/1931م.                                                                       |
| غرب أسوان       | أسوان    | فُصلت عن ناحية أسوان سنة 1231هـ/1816م.                                                                                |
| الرقبة          | دراو     | فُصلت عن ناحية بنبان سنة 1245هـ/1830م.                                                                                |
| الشطب           | دراو     | فُصلت عن ناحية دراو سنة 1335هـ/1916م باسم «نجوع الشطب».                                                               |
| المنصورية       | دراو     | فُصلت عن ناحية بنبان سنة 1231هـ/1816م.                                                                                |
| بنبان قبلي      | دراو     | فُصلت عن ناحية بنبان سنة 1317هـ/1899م باسم «السباخية»، ثم تغير الاسم بطلب من أهلها سنة 1354هـ/1935م إلى «بنبان قبلي». |
| العباسية        | كوم أمبو | فُصلت عن ناحية كوم أمبو سنة 1328هـ/1910م باسم «العاكفية»، ثم تغير الاسم إلى «العباسية» سنة 1333هـ/1914م.              |
| العتمور قبلي    | كوم أمبو | فُصلت عن ناحية كوم أمبو سنة 1334هـ/1915م.                                                                             |
| الكاجوج         | كوم أمبو | فُصلت عن ناحية سلوة قبلي سنة 1349هـ/1930م.                                                                            |
| المنشية الجديدة | كوم أمبو | فُصلت عن ناحية كوم أمبو سنة 1357هـ/1938م.                                                                             |
| سلوا قبلي       | كوم أمبو | فُصلت عن ناحية سلوة سنة 1261هـ/1845م.                                                                                 |
| كفور كوم أمبو   | كوم أمبو | فُصلت عن ناحية كوم أمبو سنة 1326هـ/1908م.                                                                             |
| كوم أمبو        | كوم أمبو | فُصلت كناحية مستقلة سنة 1328هـ/1910م.                                                                                 |
| منيحة           | كوم أمبو | فُصلت عن ناحية دراو سنة 1335هـ/1916م.                                                                                 |

## قرى العصر الجمهوري
قرى العصر الجمهوري هي القرى التي استحدثت بعد سقوط الحكم الملكي في مصر.
- أبو النصر، إدفو
- الأحرار، إدفو
- الأشراف، إدفو
- الإصرار، إدفو
- الإيمان، إدفو
- الجهاد، إدفو
- الحمام، إدفو
- الدقاديق، إدفو
- الدومارية، إدفو
- الرضوانية، إدفو
- الزنيقة، إدفو
- الزهراء، إدفو
- الشاذلية، إدفو
- الشهامة، إدفو
- الطوناب، إدفو
- القنان، إدفو
- الكرامة، إدفو
- المحاميد، إدفو
- المروة، إدفو
- المفالسة، إدفو
- النصراب، إدفو
- النضال، إدفو
- النمو، إدفو
- عمرو بن العاص، إدفو
- وادي الرديسية، إدفو
- وادي الصعايدة، إدفو
- وادي عبادي، إدفو
- أبو سمبل، أسوان أنشأت كمدينة سياحية سنة 1975م.[22]
- السبوع والمالكي، أسوان
- السنقاري، أسوان
- بشاير الخير، أسوان
- شاترمة، أسوان
- هلال، إدفو كانت تُعرف باسم «نجع هلال» من توابع ناحية الحجز القبلي، ولكن فُصلت حديثًا عنها باسم «هلال».[10]
- وادي العلاقي، أسوان
- وادي كركر، أسوان
- البصالي، كوم أمبو
- الشبيكة، كوم أمبو
- حجازة، كوم أمبو
- سبعة قبلي، كوم أمبو
- الآمال، نصر النوبة
- البراعم، نصر النوبة
- الحكمة، نصر النوبة
- الكرامة، نصر النوبة
- المنار، نصر النوبة
- دار السلام، نصر النوبة
- وادي النقرة، نصر النوبة
- وادي خريت، نصر النوبة

### قرى النوبة الجديدة
بعد تشييد السد العالي وغرق قُرى النوبة القديمة، نقلت الحكومة المصرية سكان النوبة القديمة إلى موقع جديد في شمال أسوان، وأسست لهم مركز إداري جديد باسم مركز نصر النوبة، وجعلت قُرى هذا المركز الجديد بنفس مسميات القرى الغارقة تحت بُحيرة السد العالي، وهي:
- نصر النوبة تأسست كمدينة سنة 1965م.[23]
- كلابشة
- أبريم
- أبو سمبل
- أبو هور
- أدندان
- الدكة
- أرمنا
- الجنينة والشباك
- السبوع
- السنقاري
- الشاترمة
- العلاقي
- المالكي
- المضيق
- أمبركاب
- بلانة
- توشكى شرق
- توشكى غرب
- توماس وعافية
- جرف حسين
- دابود
- دهميت
- عنيبة
- قسطل
- قورتة
- كشتمنة شرق
- كشتمنة غرب
- ماريا
- مرواو
- مصمص
- وادي العرب

## قرى اندثرت في محافظة أسوان
بسبب تشييد السدّ العالي جنوب أسوان، غرقت قرى النوبة القديمة تحت مياه بحيرة السد العالي، وهي:
| القرية          | المركز | ملاحظات |
| --------------- | ------ | --- |
| أبو هور         | أسوان  | قرية قديمة كان اسمها «أبْهُر»، كانت تقع جنوب مركز أسوان القديم، كانت تتبع ناحية إبريم إداريًا، ثم فُصلت عنها سنة 1272هـ/1856م.                                                                                        |
| الأمبركاب       | أسوان  | لم تكن من القرى القديمة، حيث انفصلت عن ناحية إبريم إداريًا سنة 1273هـ/1857م. |
| الشلّال          | أسوان  | كانت تقع محل قرية قديمة تسمى «بلاق» في أول بلاد النوبة، كانت تقع جنوب مركز أسوان القديم، كانت تتبع ناحية إبريم إداريًا، ثم فُصلت عنها سنة 1272هـ/1856م.                                                             |
| جرف حسين        | أسوان  | لم تكن من القرى القديمة، حيث انفصلت عن ناحية إبريم إداريًا سنة 1273هـ/1857م. |
| دابود           | أسوان  | من القرى القديمة كان اسمها «ديبوت Debot»، كانت تقع جنوب مركز أسوان القديم شمال الشلال الأول، كانت تتبع ناحية إبريم إداريًا، ثم فُصلت عنها سنة 1272هـ/1856م.                                                         |
| دهميت           | أسوان  | لم تكن من القرى القديمة، حيث انفصلت عن ناحية إبريم إداريًا سنة 1272هـ/1856م. |
| قِرْشَة            | أسوان  | من القرى القديمة كان اسمها «توش Thoush»، كانت تقع جنوب مركز أسوان القديم، كانت تتبع ناحية إبريم إداريًا، ثم فُصلت عنها سنة 1272هـ/1856م.                                                                            |
| كلابشة          | أسوان  | من القرى القديمة كان اسمها «تالميس Talmis»، كانت تقع جنوب مركز أسوان القديم، كانت تتبع ناحية إبريم إداريًا، ثم فُصلت عنها سنة 1272هـ/1856م.                                                                         |
| مارية           | أسوان  | من القرى القديمة كان اسمها «مورو Morou»، كانت تقع جنوب مركز أسوان القديم، كانت تتبع ناحية إبريم إداريًا، ثم فُصلت عنها سنة 1272هـ/1856م.                                                                            |
| مرواو           | أسوان  | لم تكن من القرى القديمة، حيث انفصلت عن ناحية إبريم إداريًا سنة 1272هـ/1856م. |
| إبريم           | عنيبة  | كانت من المدن المشهورة في بلاد النوبة كان اسمها قديمًا «بريمياس Brimias». |
| أبو حنضل        | عنيبة  | لم تكن من القرى القديمة، حيث انفصلت عن ناحية إبريم إداريًا سنة 1272هـ/1856م. |
| أبو سِنبِل        | عنيبة  | من القرى القديمة كان اسمها «إبسامبول Ipsamboul»، كانت تتبع ناحية إبريم إداريًا، ثم فُصلت عنها سنة 1272هـ/1856م. |
| أدندان          | عنيبة  | لم تكن من القرى القديمة، حيث انفصلت عن ناحية إبريم إداريًا سنة 1272هـ/1856م. |
| إرِمنا           | عنيبة  | لم تكن من القرى القديمة، حيث انفصلت عن ناحية إبريم إداريًا سنة 1273هـ/1857م. |
| الجنينة والشباك | عنيبة  | لم تكن من القرى القديمة، حيث انفصلت عن ناحية إبريم إداريًا سنة 1273هـ/1857م. |
| الدُرّ            | عنيبة  | من القرى القديمة حيث ذكرها المقريزي في نواحي بلاد النوبة، وكانت قاعدة للمركز من سنة 1320هـ/1902م إلى سنة 1352هـ/1933م حيث غرقت الدُرّ بعد تعلية سد أسوان في تلك السنة، فنُقلت قاعدة المركز إلى بلدة عنيبة.           |
| الدكة           | عنيبة  | من القرى القديمة كان اسمها «بسلكيس Pselkis»، كانت تتبع ناحية إبريم إداريًا، ثم فُصلت عنها سنة 1273هـ/1857م. |
| الديوان         | عنيبة  | لم تكن من القرى القديمة، حيث انفصلت عن ناحية إبريم إداريًا سنة 1273هـ/1857م، وفي سنة 1310هـ/1892م دُمجت قرية الدر مع قرية الديوان لتجاور مساكنهما.                                                                  |
| الريقة          | عنيبة  | لم تكن من القرى القديمة، حيث انفصلت عن ناحية إبريم إداريًا سنة 1273هـ/1857م. |
| السبوع غرب      | عنيبة  | لم تكن من القرى القديمة، حيث انفصلت عن ناحية وادي العرب سنة 1341هـ/1922م. |
| السنقاري        | عنيبة  | لم تكن من القرى القديمة، حيث انفصلت عن ناحية إبريم إداريًا سنة 1273هـ/1857م. |
| العلاقي         | عنيبة  | من القرى القديمة كانت على الطريق إلى عيذاب، وكان أهلها من بني حنيفة، كانت تتبع ناحية إبريم إداريًا، ثم فُصلت عنها سنة 1272هـ/1856م.                                                                                 |
| المالكي         | عنيبة  | لم تكن من القرى القديمة، حيث انفصلت عن ناحية إبريم إداريًا سنة 1273هـ/1857م. |
| المضيق          | عنيبة  | لم تكن من القرى القديمة، حيث انفصلت عن ناحية إبريم إداريًا سنة 1273هـ/1857م، وكانت تُسمّى بهذا الاسم لأن نهر النيل كان يضيق عندها بشدة.                                                                              |
| بلّانة           | عنيبة  | لم تكن من القرى القديمة، حيث انفصلت عن ناحية إبريم إداريًا سنة 1273هـ/1857م. |
| تُنقالة          | عنيبة  | لم تكن من القرى القديمة، حيث انفصلت عن ناحية إبريم إداريًا سنة 1272هـ/1856م. |
| توشكة شرق       | عنيبة  | لم تكن من القرى القديمة، حيث انفصلت عن ناحية إبريم إداريًا سنة 1273هـ/1857م باسم «توشكة»، ثم قُسّمت سنة 1297هـ/1880م إلى «توشكة شرق» وهي البلدة القديمة و«توشكة غرب» وهي الحديثة.                                    |
| توشكة غرب       | عنيبة  | لم تكن من القرى القديمة، حيث انفصلت عن ناحية توشكة سنة 1297هـ/1880م. |
| توماس وعافية    | عنيبة  | لم تكن من القرى القديمة، حيث انفصلتا عن ناحية إبريم إداريًا سنة 1272هـ/1856م، ثم دُمجتا كناحية واحدة سنة 1298هـ/1881م.                                                                                              |
| جزيرة إبريم     | عنيبة  | لم تكن من القرى القديمة، حيث انفصلت عن ناحية إبريم إداريًا سنة 1273هـ/1857م. |
| سيّالة           | عنيبة  | لم تكن من القرى القديمة، حيث انفصلت عن ناحية إبريم إداريًا سنة 1272هـ/1856م. |
| شاتُرمة          | عنيبة  | لم تكن من القرى القديمة، حيث انفصلت عن ناحية وادي العرب إداريًا سنة 1310هـ/1892م. |
| عنيبة           | عنيبة  | من القرى القديمة كان اسمها «حت نبا Hat nba»، وكانت قاعدة لمركز عنيبة، حيث نُقلت إليها إدارة المركز من بلدة الدر سنة 1352هـ/1933م بعد تعلية سد أسوان، وكانت تتبع ناحية إبريم إداريًا، ثم فُصلت عنها سنة 1272هـ/1856م. |
| قتّة             | عنيبة  | لم تكن من القرى القديمة، حيث انفصلت عن ناحية إبريم إداريًا سنة 1272هـ/1856م. |
| قسطل            | عنيبة  | لم تكن من القرى القديمة، حيث انفصلت عن ناحية إبريم إداريًا سنة 1273هـ/1857م. |
| قُورتة           | عنيبة  | من القرى القديمة كان اسمها «كورتي Korti»، كانت تتبع ناحية إبريم إداريًا، ثم فُصلت عنها سنة 1273هـ/1857م. |
| كرُوسكو          | عنيبة  | لم تكن من القرى القديمة، حيث انفصلت عن ناحية إبريم إداريًا سنة 1272هـ/1856م. اختيرت كروسكو كأول قاعدة لهذا المركز سنة 1317هـ/1899م، ثم نُقلت قاعدة المركز إلى بلدة الدر سنة 1320هـ/1902م.                           |
| كُشتمنة شرق      | عنيبة  | لم تكن من القرى القديمة، حيث انفصلت عن ناحية إبريم إداريًا سنة 1272هـ/1856م باسم «كشتمنة»، ثم قُسّمت سنة 1299هـ/1882م إلى قريتين شرق وغرب.                                                                           |
| كُشتمنة غرب      | عنيبة  | لم تكن من القرى القديمة، حيث انفصلت عن ناحية كشتمنة سنة 1299هـ/1882م. |
| مِحَرَّقة           | عنيبة  | لم تكن من القرى القديمة، حيث انفصلت عن ناحية إبريم إداريًا سنة 1273هـ/1857م. |
| مصمص            | عنيبة  | لم تكن من القرى القديمة، حيث انفصلت عن ناحية إبريم إداريًا سنة 1272هـ/1856م. |
| وادي العرب      | عنيبة  | لم تكن من القرى القديمة، حيث انفصلت عن ناحية إبريم إداريًا سنة 1273هـ/1857م. |